# Bedřich Ornstein
Bedřich Ornstein (26. dubna 1915, Třebíč – 18. listopadu 2001, Bushey, Velká Británie, později Fred Orsten) byl český voják a obchodník.

## Biografie
Bedřich Ornstein se narodil v roce 1915 v Třebíči, jeho otcem byl Karel Ornstein, obchodník s potravinami. Chybně se také uvádí, že Leopold Ornstein byl jeho bratr, ale ve skutečnosti byl jeho bratrancem. V roce 1937 nastoupil na dvouletou vojenskou službu. V srpnu roku 1939 odešel spolu s Leopoldem do Anglie za sestrou Gertou, která se za ně zaručila a zaplatila požadovaný depozit britské vládě. Bedřich odešel dříve než Leopold, protože měl větší štěstí s získáním potřebných dokladů. V Londýně se s bratrancem setkali s Janem Masarykem (ten svolil k setkání, když mu řekli, že jsou příbuzní Francise Lederera, tehdejší filmové hvězdy), Masaryk jim napsal doporučující dopis do armády. Dne 22. června roku 1940 oba Ornsteinové měli odjet z Londýna do přístavu, kde měli být naloděni a měli odplout do Francie. To se nepovedlo, protože přišla zpráva o kapitulaci Francie. Bedřich v roce 1944 odešel z Anglie přes Egypt, Palestinu, Irák a Írán do Ruska, aby se připojil k československým vojákům v Rusku. Stal se příslušníkem 1. československého armádního sboru a stal se náčelníkem 3. dělostřelecké divize. Bojoval v Dukelském průsmyku, na Slovensku i na Moravě.
Při osvobození se náhodně v Praze potkal s bratrancem Leopoldem.
Po skončení druhé světové války byl převelen do Hamburku do tzv. UNRRA (Správa spojených národů pro pomoc a obnovu státům postiženým ve 2. světové válce). Tam pak v roce 1947 odešel z armády a odstěhoval se do Velké Británie. V roce 1947 se také v Brně oženil. Následně pracoval jako importér. V roce 1995 se spolu s bratrancem vydali na návštěvu do Třebíče.
Získal vyznamenání Československý válečný kříž 1939, československou medaili Za chrabrost, medaili Za zásluhy I. třídy a další.